# Várzea da Palma
Várzea da Palma là một đô thị thuộc bang Minas Gerais, Brasil. Đô thị này có diện tích 2195,653 km², dân số năm 2007 là 34448 người, mật độ 15,1 người/km².